# François Joseph Liger
Pour les articles homonymes, voir Liger.
Architecte et inspecteur divisionnaire de la voirie parisienne, François Liger est un archéologue amateur français né à Crissé (Sarthe) le 27 mai 1819 et décédé à Rouez le 29 mai 1908. À sa mort, il légua son donjon de Courmenant, sa bibliothèque et sa collection d'antiquités plus ou moins authentiques au département de la Sarthe et à la ville du Mans. Sa statue occupe un coin du jardin du musée de Tessé. 

## Œuvres
- Chemins vicinaux, vices de la loi de 1836, idée générale d'amélioration, 1845
- Projet d'un théâtre et d'un foyer de commerce pour la ville de Rouen, 1846
- La Souveraineté du peuple, 1848
- Jambes étrières et autres points d'appui dans les bâtiments, 1864
- Dictionnaire historique et pratique de la voirie, de la police municipale, de la construction et de la contiguïté. Cours et courettes, 1867
- Dictionnaire historique et pratique de la voirie, de la police municipale, de la construction et de la contiguïté. Pans de bois et pans de fer, 1867
- La Ferronnerie ancienne et moderne, ou Monographie du fer et de la serrurerie, 1873-1875
- Dictionnaire historique et pratique de la voirie, de la construction, de la police municipale et de la contiguïté. Fosses d'aisances, latrines, urinoirs et vidanges ; historique, construction, ventilation, désinfection, études des différents systèmes, application à l'agriculture, législation et jurisprudence, 1875
- Les Égouts de Paris, 1883
- Ruines romaines de la Frétinière : le temple, 1888
- Le Temple romain de la Frétinière, 1889
- La Vérité sur le ″castrum″ de Jublains, 1891
- La ″Civitas Ouagoriton″ à Oisseau-le-Petit, 1892
- Les Dalles tumulaires de Rouessé-Vassé, 1892
- La Ville Rouge à Tennie, 1892
- Le Camp des Provenchères, son temple, sa citadelle. La Voie romaine de ″Julio Magus″ à ″Condate″, 1893
- Les Coriosolites : ″Reginea, Fano-Martis″ et ″Coriallo″, 1894
- Les Sésuviens, la civitas Araegenue découverte à Saint-Pierre-la-Vieille, Calvados, 1894
- Description des ruines romaines d'Oisseau-le-Petit (Sarthe), 1895
- La Ville de ″Crouciatonnum″ à Beuzeville-en-Plain (Manche), réponse à M. Lepingard, 1896
- La Voie militaire du Mans à Tours, ses deux ″mansiones″, 1897
- Les Diablintes, Alet et Jublains, 1898
- Ville du Mans, question des eaux potables, 1898
- Les Voies militaires de la table théodosienne dans l'Ouest des Gaules, 1899
- Découverte de la ville de ″Vacaria″ à Sargé (Loir-et-Cher), 1900
- ″Grannona″, station de la table théodosienne et place forte du ″tractus armoricani [sic]″, 1900
- Le Donjon de Courmenant, ses origines, ses seigneurs et possesseurs, son musée, 1901
- Découverte de la ville romaine de Mortagne et de ses voies antiques. Notes sur les Essuins, 1902
- Les Deux abbayes de Champagne en Rouez et Tennie (Sarthe), 1902
- La Cénomanie romaine, ses limites, sa capitale, ses villes mortes, ses bourgs et villages, ses voies antiques ou La Cénomanie romaine, réponse à l'abbé Busson, 1903
- Propos humoristiques contre les gloses iniques des chanoines Busson et Ledru touchant ″la Cénomanie romaine″, 1905
- Les Osismiens : ″Vorganium, Vorgium, Gesocribate″, Is ou Kéris et ″Sabliocane″, 1907